# Physalis hederifolia
Physalis hederifolia es una especie de planta perenne perteneciente a la familia de las solanáceas. Es nativa del suroeste de Estados Unidos y el norte de México, donde se pueden encontrar en el desierto rocoso y seco y el hábitat de montaña. 

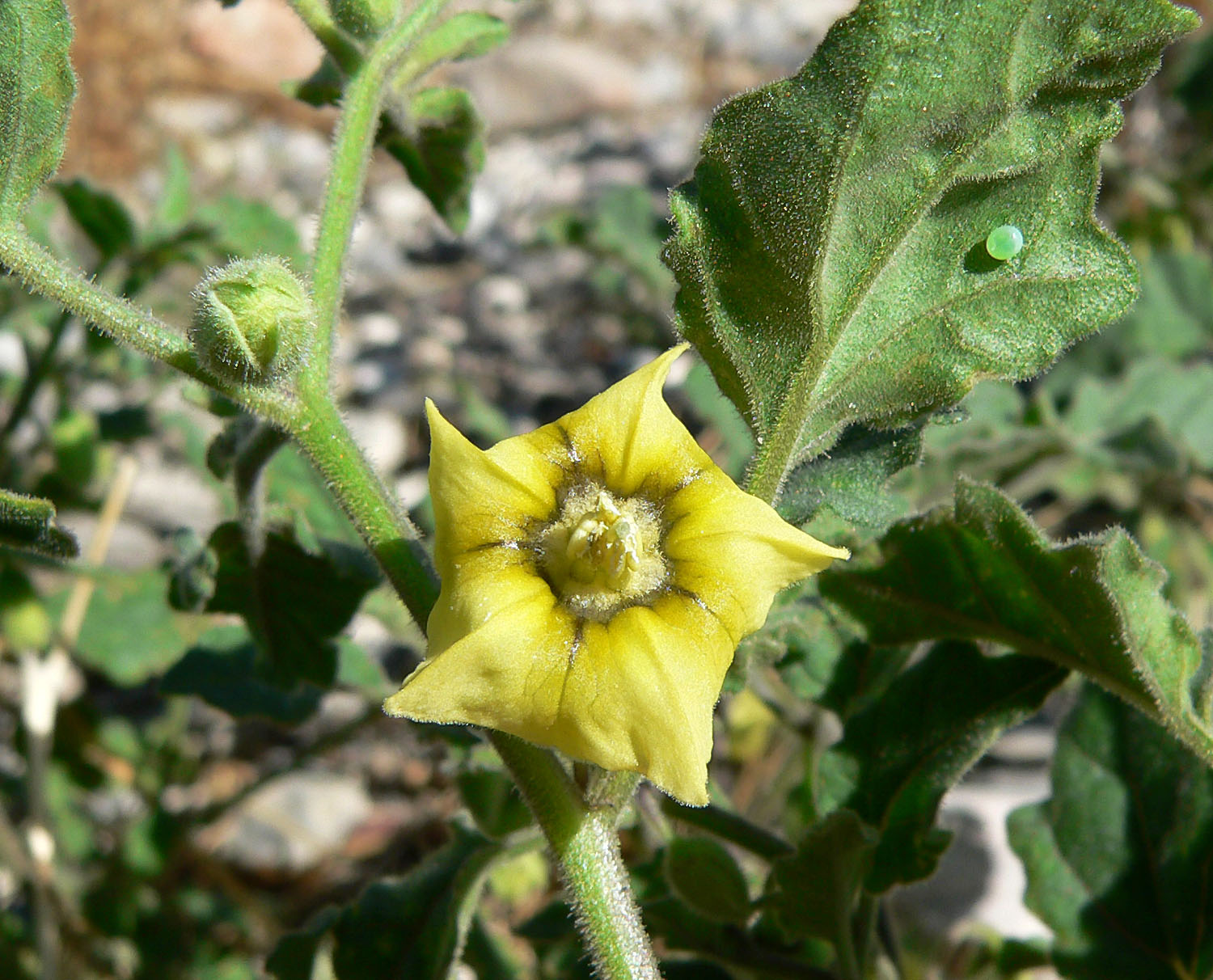
Detalle de las hojas y flores

## Descripción
Es una planta herbácea perennifolia rizomatosa con un tallo velloso, y una ramificación que alcanza los  10 a 80 centímetros de largo. Las hojas son ovaladas de color gris verdoso de 2 a 4 centímetros de largo y tienen los bordes lisos o dentados. Las flores que crecen en las axilas de las hojas, tienen forma de campana de poco más de un centímetro de largo. Son de color amarillo con manchas marrones en la garganta. El cáliz de cinco lóbulos formado por los sépalos en la base de la flor se agranda como el fruto que desarrolla, convirtiéndose en una estructura inflada, veteada casi esférica de 2 o 3 centímetros de largo que contiene la baya.

## Taxonomía
Physalis hederifolia fue descrita por Asa Gray y publicado en Proceedings of the American Academy of Arts and Sciences 10: 65, en el año 1874.
Variedades aceptadas
- Physalis hederifolia var. comata (Rydb.) Waterf.
- Physalis hederifolia var. cordifolia (A.Gray) Waterf.

Sinonimia
- Physalis palmeri A. Gray[2]